# Glei

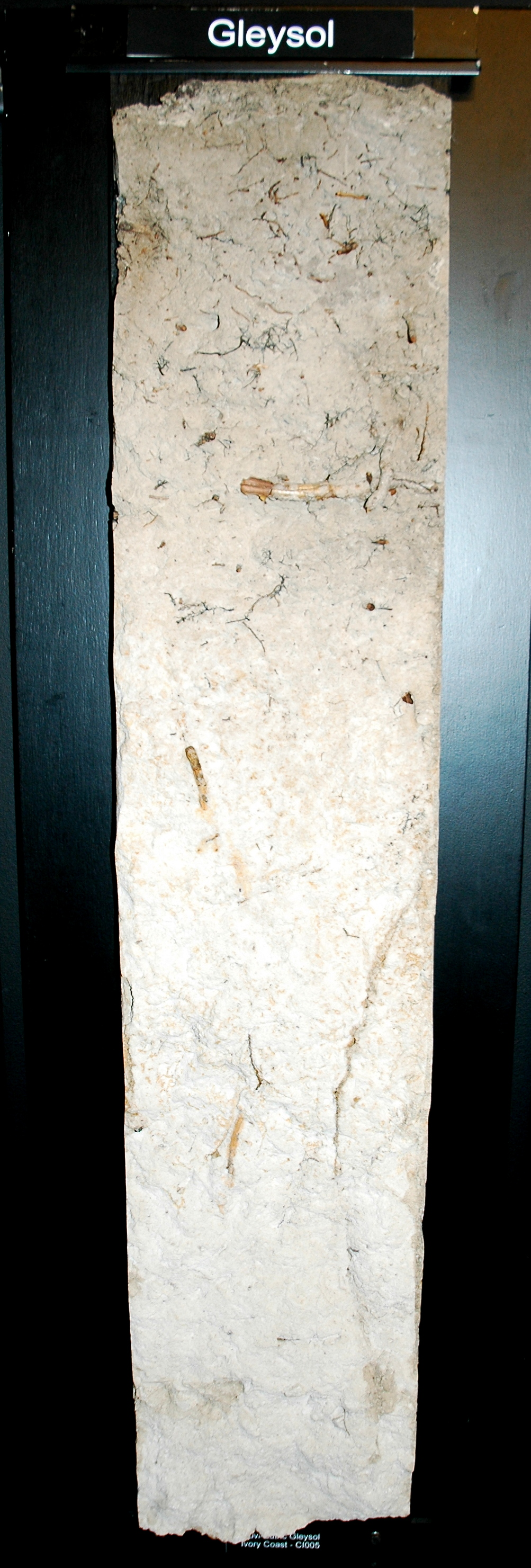
Perfil de sòl de glei, des de l'horitzó superficial (A) fins al material parental (horitzó C).

El glei, gleisòl o gleïficació és, en els àmbits de la pedologia i de l'edafologia, un tipus de sòl de composició argilosa i afectat per la saturació permanent o semipermanent d'aigua al llarg de tot el seu perfil vertical —fet que li atorga un color grisenc.
Quan el drenatge és pobre i la capa freàtica és alta es desenvolupen els sòls de glei, procés conegut com a estagnació. En aquest tipus de perfils, l'aportació d'oxigen queda restringida per la saturació aquosa. Això provoca el desenvolupament de condicions anaeròbiques, on els microorganismes anaeròbics del sol duen a terme processos de reducció de minerals com ara el ferro.
Els sòls de glei són difícils de conrear, especialment quan la gleïficació la produeix l'aigua de superfície. Aquesta situació és especialment ubíqua als gleisòls de la regió subàrtica.